# DGM (Band)
DGM ist eine italienische Progressive-Metal-Band.

## Bandgeschichte
DGM wurde 1994 als reine Instrumental-Band gegründet. Nachdem sie bei einem lokalen Musikwettbewerb den zweiten Platz belegten, fand die Band mit Luciano Regoli einen Sänger, dessen Wurzeln im Progressive Rock der 1970er Jahre lagen. Mit ihm nahm DGM 1996 die EP „Random Excess Zone“ auf. Vor der Veröffentlichung des Debütalbums „Change Direction“ 1997 beim italienischen Independent-Label Elevate Records verließ Gründungsmitglied Gianfranco Tassella die Band und wurde durch Schlagzeuger Fabio Costantino ersetzt. 1999 wurde das zweite Album „Wings of Time“ veröffentlicht, das sich allein in Japan rund 4000 mal verkaufte.
Nach verschiedenen Line-up-Wechseln kam 2001 schließlich „Dreamland“ heraus, auf dem erstmals Titta Tani als Sänger zu hören war. Obwohl nicht ganz so erfolgreich wie sein Vorgänger, verschaffte dieses Album der Band einen Plattenvertrag beim italienischen Label Scarlet Records, auf dem 2003 „Hidden Place“ erschien und auf sehr gute Kritiken stieß. Im selben Jahr wurde Sänger Tani neben seiner Tätigkeit bei DGM Schlagzeuger bei Necrophagia.
Ein Jahr nach Veröffentlichung des 2003er Albums „Misplaced“ verließ Gitarrist und Gründungsmitglied Diego Reali die Band und wurde durch Simone Mularoni ersetzt. Ebenfalls 2004 komplettierte Keyboarder Emanuele Casali das Line-up von DGM. In dieser Besetzung nahm die Band „Different Shapes“ auf. Nach den Live-Auftritten zu diesem Album verließ Titta Tani die Band, ihm folgte als Sänger Mark Basile. 2009 wurde das achte Studioalbum „Frame“ veröffentlicht.

## Musikstil
Zu den Haupteinflussgebern der Band zählen Symphony X und Dream Theater. Die Band legt Wert auf progressive Strukturen, allerdings werden diese eingängiger als bei manchen anderen Progressive-Metal-Bands gestaltet. Ausgedehnte Gitarrensoli gehören zu dieser Stilistik dazu, die meisten Songs sind relativ schnell gespielt.

## Diskografie
- Random Access Zone (EP), Eigenveröffentlichung (1995)
- Change Direction, Elevate Records (1997)
- Wings of Time, Elevate Records (1999)
- Dreamland, Elevate Records (2001)
- Hidden Place, Scarlet Records (2003)
- Misplaced, Scarlet Records (2004)
- Different Shapes, Scarlet Records (2007)
- Frame, Scarlet Records (2009)
- Synthesis (DVD + CD), Scarlet Records (2010)
- Momentum, Scarlet Records (2013)
- The Passage, Frontiers Records S.R.l. (Soulfood) (2016)
- Passing Stages – Live in Milan and Atlanta (2017)
- Tragic Separation (2020)
- Life (2023)
- Endless (2024)